# Nosatka Darwinova
Nosatka Darwinova (Rhinoderma darwinii) je druh malé žáby z podčeledi nosatkovitých (Cycloramphinae), která žije v okolí vodních toků v lesnatých oblastech Chile a Argentiny.
Původními národními názvy nosatky Darwinovy byly nosatka vačnatá, žába nosatá a žabka nosatá.
Poprvé ji popsali francouzský zoolog André Marie Constant Duméril a jeho asistent Gabriel Bibron v roce 1841 a pojmenovali ji po Charlesu Darwinovi, který tuto podivnou žábu objevil v chilských pralesích v rámci své plavby kolem světa na lodi Beagle.
Tento žabí druh je pozoruhodný neobvyklým způsobem rozmnožování, neboť jeho pulci se líhnou a vyvíjejí v hrdle samců.

## Popis

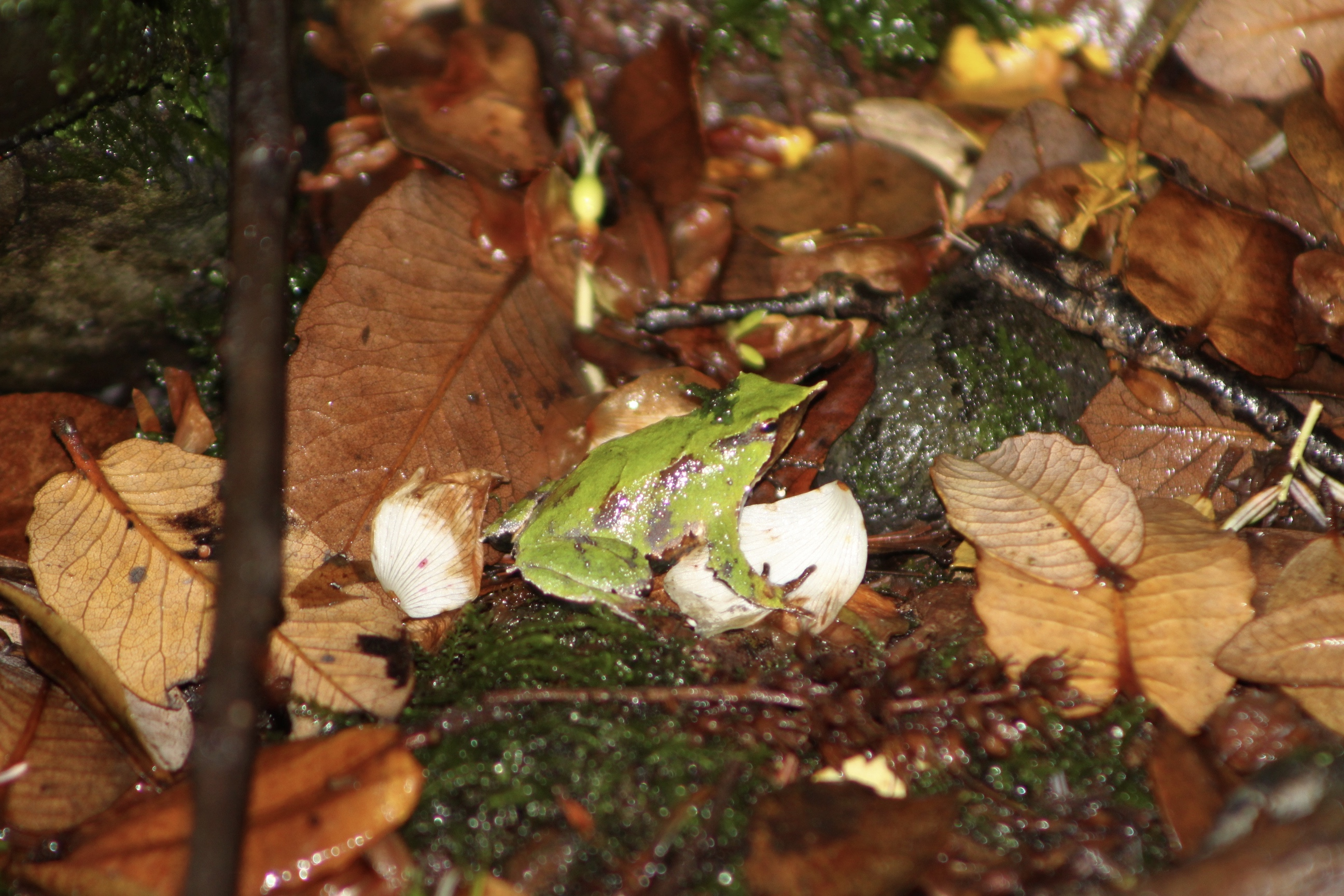
Rhinoderma darwinii

Nosatka Darwinova mívá hnědou či zelenou barvu a od špičky nosu po kloaku měří mezi 2,2 až 3,1 cm. Má protažený úzký nos, což dává hlavě trojúhelníkovitý tvar. Nohy jsou poměrně dlouhé a štíhlé. Přední nohy nejsou opatřeny plovací blánou, zadní však obvykle bývají. Hřbetní část je buď světleji či tmavěji hnědá, nebo rudohnědá, případně světle či tmavě zelená. Někdy nabývá i kombinaci hnědých a zelených odstínů s různorodým vzorováním. Břišní část je obvykle černobílá s velkými skvrnami.

## Chování
Nosatka Darwinova se živí hmyzem a ostatními členovci. Sama nejenže loví, ale musí se také skrývat před predátory, jimž slouží za potravu. Spoléhá přitom na mimikry, když leží nehybně na zemi a předstírá, že je suchý list, dokud nebezpečí nepomine. Jiný způsob ochrany spočívá v tom, že se žába položí na záda, čímž odhalí výstražné vzorování na břišní straně.
Samička klade až 40 vajíček do uschlého listí. Sameček je hlídá 3–4 týdny, než se v nich začnou hýbat vyvíjející se embrya. Poté je sesbírá a uchovává je ve svém vokálním vaku. Pulci se vylíhnou asi po třech dnech a sameček je nadále nosí ve vaku, kde jsou vyživováni ze žloutkového váčku a z výměšků stěny vaku až do své proměny v dospělce. Poté žabky otcovu tlamu opustí. Tím se nosatka Darwinova liší od nosatky rezavé, jejíž sameček vylíhlé pulce po vyvinutí střeva vypouští do vody.

## Rozšíření
Nosatka Darwinova je převážně suchozemská. Žije v Chile a v Argentině. V Chile sahá oblast jejího výskytu od provincie Concepción po provincii Palena, v Argentině od provincie Neuquén po provincii Río Negro. Vyskytuje se na mýtinách a v zalesněných oblastech v nadmořských výškách do 1100 metrů. Lze ji také nalézt na rašeliništích a poblíž pomalu tekoucích vodních toků. Žije v různých typech vegetace, zřejmě nejvhodnějším biotopem je pro ni prostředí se směsí lučin, mechorostů, mladých stromů a křovin a úlomků dřeva. Nízký porost zvyšuje schopnost zadržování vody, čímž se snižuje i teplota půdy, a poskytuje nosatce úkryt před predátory. Populace nosatky Darwinovy je roztříštěná a tento druh má nízkou schopnost rozptýlení.